# مديرية المطمة

تعديل مصدري - تعديل

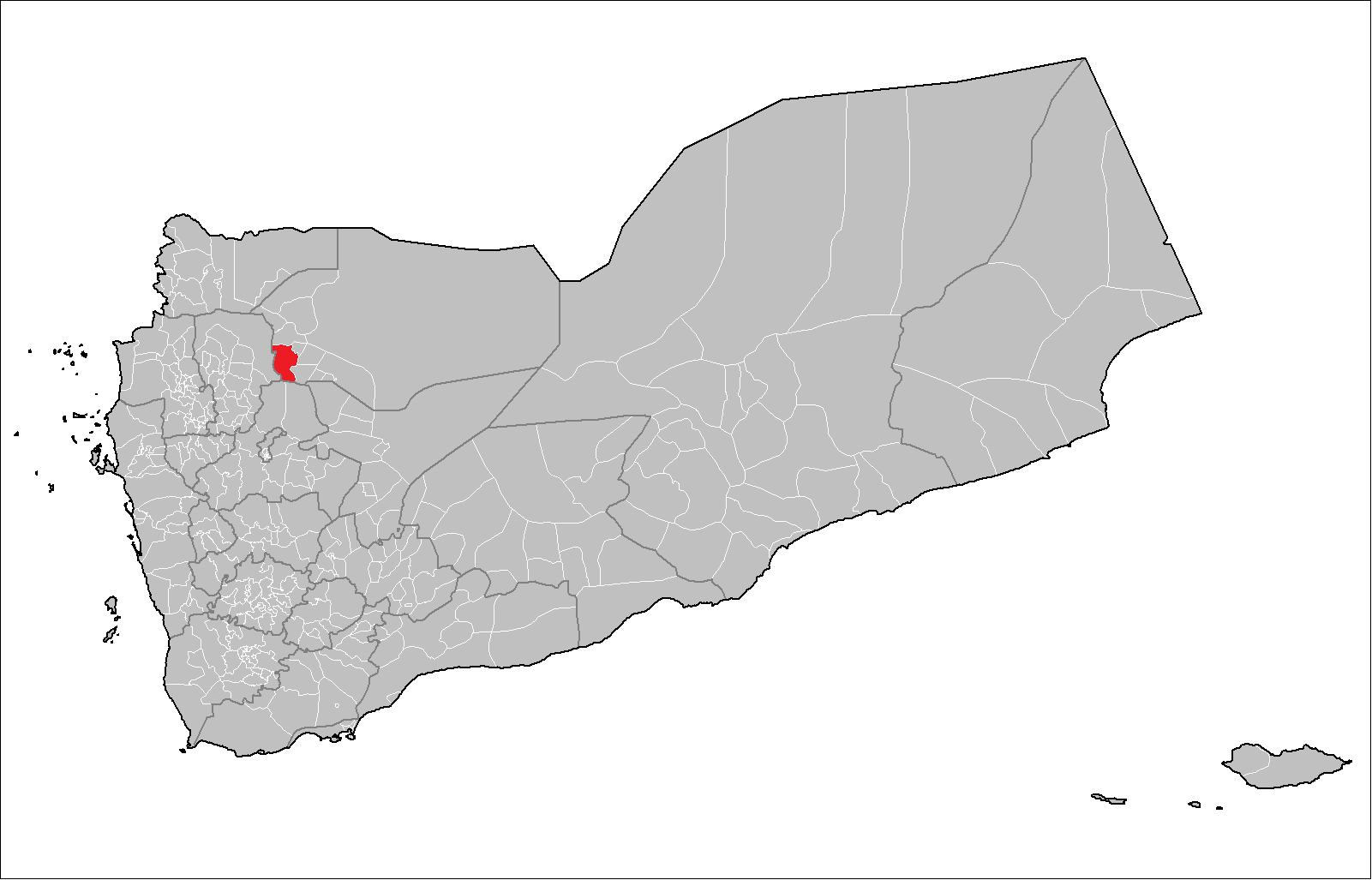
موقع مدينة المطمة ضمن محافظة الجوف في اليمن

مديرية المطمة إحدى مديريات محافظة الجوف في اليمن. بلغ عدد سكانها 28935 نسمة عام 2004.